# インベリン
インベリン(Inverin)は、アイルランド東部の沿岸部、ゴールウェイ県に位置する街。国道336号線沿いにある。